# Holicharan Narzary
Holicharan Narzary (Kokrajhar, 10 maggio 1994) è un calciatore indiano, attaccante del Diamond Harbour, in prestito dal Bengaluru.

## Statistiche

### Presenze e reti nei club
| Stagione               | Squadra                | Campionato             | Campionato | Campionato | Coppe nazionali | Coppe nazionali | Coppe nazionali | Coppe continentali | Coppe continentali | Coppe continentali | Altre coppe | Altre coppe | Altre coppe | Totale | Totale |
| Stagione               | Squadra                | Comp                   | Pres       | Reti       | Comp            | Pres            | Reti            | Comp               | Pres               | Reti               | Comp        | Pres        | Reti        | Pres   | Reti   |
| ---------------------- | ---------------------- | ---------------------- | ---------- | ---------- | --------------- | --------------- | --------------- | ------------------ | ------------------ | ------------------ | ----------- | ----------- | ----------- | ------ | ------ |
| 2017-2018              | NorthEast United       | ISL                    | 13         | 0          | SC              | 1               | 0               | -                  | -                  | -                  | -           | -           | -           | 14     | 0      |
| 2018-gen. 2019         | Kerala Blasters        | ISL                    | 12         | 1          | SC              | -               | -               | -                  | -                  | -                  | -           | -           | -           | 12     | 1      |
| gen.-mag. 2019         | Chennaiyin             | ISL                    | 2          | 0          | SC              | 0               | 0               | AFC Cup            | 1                  | 0                  | -           | -           | -           | 3      | 0      |
| 2019-2020              | Kerala Blasters        | ISL                    | 14         | 1          | SC              | -               | -               | -                  | -                  | -                  | -           | -           | -           | 14     | 1      |
| Totale Kerala Blasters | Totale Kerala Blasters | Totale Kerala Blasters | 26         | 2          |                 | 0               | 0               |                    | -                  | -                  |             | -           | -           | 26     | 2      |
| 2020-2021              | Hyderabad              | ISL                    | 20         | 4          | -               | -               | -               | -                  | -                  | -                  | -           | -           | -           | 20     | 4      |
| 2021-2022              | Hyderabad              | ISL                    | 2+3        | 0          | -               | -               | -               | -                  | -                  | -                  | -           | -           | -           | 5      | 0      |
| 2022-2023              | Hyderabad              | ISL                    | 17+2       | 3          | SC              | 3               | 0               | QAFC Cup           | 1                  | 0                  | DC          | 6           | 1           | 29     | 4      |
| Totale Hyderabad       | Totale Hyderabad       | Totale Hyderabad       | 44         | 7          |                 | 3               | 0               |                    | 1                  | 0                  |             | 6           | 1           | 54     | 8      |
| 2023-2024              | Bengaluru              | ISL                    | 11         | 0          | SC              | 3               | 0               | -                  | -                  | -                  | DC          | -           | -           | 14     | 0      |
| 2024-2025              | Bengaluru              | ISL                    | 0          | 0          | SC              | 0               | 0               | -                  | -                  | -                  | DC          | 1           | 0           | 1      | 0      |
| Totale Bengaluru       | Totale Bengaluru       | Totale Bengaluru       | 11         | 0          |                 | 3               | 0               |                    | -                  | -                  |             | 1           | 0           | 14     | 0      |
| 2025-2026              | Diamond Harbour        | IL                     | 0          | 0          | SC              | 0               | 0               | -                  | -                  | -                  | DC          | 5           | 0           | 5      | 0      |
| Totale carriera        | Totale carriera        | Totale carriera        | 96         | 9          |                 | 7               | 0               |                    | 2                  | 0                  |             | 12          | 1           | 117    | 10     |

#### Cronologia presenze e reti in nazionale
| Cronologia completa delle presenze e delle reti in nazionale ― India | Cronologia completa delle presenze e delle reti in nazionale ― India | Cronologia completa delle presenze e delle reti in nazionale ― India | Cronologia completa delle presenze e delle reti in nazionale ― India | Cronologia completa delle presenze e delle reti in nazionale ― India | Cronologia completa delle presenze e delle reti in nazionale ― India | Cronologia completa delle presenze e delle reti in nazionale ― India | Cronologia completa delle presenze e delle reti in nazionale ― India |
| Data                                                                 | Città                                                                | In casa                                                              | Risultato                                                            | Ospiti                                                               | Competizione                                                         | Reti                                                                 | Note                                                                 |
| -------------------------------------------------------------------- | -------------------------------------------------------------------- | -------------------------------------------------------------------- | -------------------------------------------------------------------- | -------------------------------------------------------------------- | -------------------------------------------------------------------- | -------------------------------------------------------------------- | -------------------------------------------------------------------- |
| 12-3-2015                                                            | Guwahati                                                             | India                                                                | 2 – 0                                                                | Nepal                                                                | Qual. Mondiali 2018                                                  | -                                                                    | 92’                                                                  |
| 27-12-2015                                                           | kerala                                                               | India                                                                | 4 – 1                                                                | Nepal                                                                | SAFF Championship 2015 - 1º turno                                    | -                                                                    |                                                                      |
| 31-12-2015                                                           | kerala                                                               | India                                                                | 3 – 2                                                                | Maldive                                                              | SAFF Championship 2015 - Semifinale                                  | -                                                                    | 85’                                                                  |
| 3-1-2016                                                             | kerala                                                               | India                                                                | 2 – 1 dts                                                            | Afghanistan                                                          | SAFF Championship 2015 - Finale                                      | -                                                                    |                                                                      |
| 24-3-2016                                                            | Teheran                                                              | Iran                                                                 | 4 – 0                                                                | India                                                                | Qual. Mondiali 2018                                                  | -                                                                    | 64’                                                                  |
| 29-3-2016                                                            | Kerala                                                               | India                                                                | 1 – 2                                                                | Turkmenistan                                                         | Qual. Mondiali 2018                                                  | -                                                                    | 53’                                                                  |
| 2-6-2016                                                             | Vientiane                                                            | Laos                                                                 | 0 – 1                                                                | India                                                                | Qual. Coppa d'Asia 2019                                              | -                                                                    | 46’                                                                  |
| 13-8-2016                                                            | Thimphu                                                              | Bhutan                                                               | 0 – 3                                                                | India                                                                | Amichevole                                                           | 1                                                                    |                                                                      |
| 28-3-2017                                                            | Yangon                                                               | Birmania                                                             | 0 – 1                                                                | India                                                                | Qual. Coppa d'Asia 2019                                              | -                                                                    | 87’                                                                  |
| 6-6-2017                                                             | Mumbai                                                               | India                                                                | 2 – 0                                                                | Nepal                                                                | Amichevole                                                           | -                                                                    | 63’                                                                  |
| 13-6-2017                                                            | Bangalore                                                            | India                                                                | 1 – 0                                                                | Kirghizistan                                                         | Qual. Coppa d'Asia 2019                                              | -                                                                    |                                                                      |
| 19-8-2017                                                            | Mumbai                                                               | India                                                                | 2 – 1                                                                | Mauritius                                                            | Amichevole                                                           | -                                                                    | 86’                                                                  |
| 24-8-2017                                                            | Mumbai                                                               | India                                                                | 1 – 1                                                                | Saint Kitts e Nevis                                                  | Amichevole                                                           | -                                                                    |                                                                      |
| 5-9-2017                                                             | Taipa                                                                | Macao                                                                | 0 – 2                                                                | India                                                                | Qual. Coppa d'Asia 2019                                              | -                                                                    |                                                                      |
| 13-10-2018                                                           | Suzhou                                                               | Cina                                                                 | 0 – 0                                                                | India                                                                | Amichevole                                                           | -                                                                    |                                                                      |
| 27-12-2018                                                           | Abu Dhabi                                                            | Oman                                                                 | 0 – 0                                                                | India                                                                | Amichevole                                                           | -                                                                    |                                                                      |
| 6-1-2019                                                             | Abu Dhabi                                                            | Thailandia                                                           | 1 – 4                                                                | India                                                                | Coppa d'Asia 2019 - 1º turno                                         | -                                                                    |                                                                      |
| 10-1-2019                                                            | Abu Dhabi                                                            | India                                                                | 0 – 2                                                                | Emirati Arabi Uniti                                                  | Coppa d'Asia 2019 - 1º turno                                         | -                                                                    | 46’                                                                  |
| 14-1-2019                                                            | Sharjah                                                              | India                                                                | 0 – 1                                                                | Bahrein                                                              | Coppa d'Asia 2019 - 1º turno                                         | -                                                                    | 79’                                                                  |
| 29-03-2021                                                           | Dubai                                                                | India                                                                | 0 – 6                                                                | Emirati Arabi Uniti                                                  | Amichevole                                                           | -                                                                    | 46’                                                                  |
| Totale                                                               |                                                                      | Presenze                                                             | 20                                                                   |                                                                      | Reti                                                                 | 1                                                                    |                                                                      |

## Palmarès

### Club

#### Competizioni nazionali
- Indian Super League: 1

Hyderabad: 2021-2022

### Nazionale
- SAFF Championship: 1

2015
- Coppa Intercontinentale (India): 1

2018